# NGC 7573
NGC 7573 (другие обозначения — PGC 70893, ESO 604-8, MCG -4-54-17, NPM1G -22.0395, AM 2313-222) — спиральная галактика с перемычкой (SBc) в созвездии Водолей.
Этот объект входит в число перечисленных в оригинальной редакции «Нового общего каталога».